# Chanda Rubin
Chanda Rubin (Lafayette, Luisiana, 18 de febrero de 1976) es una jugadora profesional de tenis de los Estados Unidos, que llegó a la semifinal del Abierto de Australia de 1996.
Rubin ha hecho el camino para las Tenistas Afroamericanas en el mundo, y aunque ha tenido varias lesiones, ha jugado consistentemente en los torneos de Grand Slam en los que ha participado.
Cabe destacar que Rubin alcanzó los cuartos de final del torneo de Roland Garros y que también alcanzó el 6.º lugar del ranking de la WTA. También tiene una buena carrera en dobles, ganando los Grand Slams de Roland Garros y el Open de Australia, o el Masters de Indian Wells.

## Títulos (22)

### Individuales (7 WTA, 2 ITF)
| Leyenda                |
| Grand Slam (0)         |
| Tour Championships (0) |
| Tier I Event (0)       |
| Tier II (3)            |
| Tier III (3)           |
| Tier IV & V (1)        |
| Títulos ITF (2)        |

| No. | Fecha                   | Torneo                      | Superficie | Oponente en la Final    | Marcador    |
| 1.  | 5 de febrero de 1995    | Midland, Estados Unidos     | Dura (i)   | Brenda Schultz-McCarthy | 6–3 6–2     |
| 2.  | 15 de diciembre de 1996 | Salzburgo, Austria          | Arcilla    | Mirjana Lucic           | 6–1 6–3     |
| 3.  | 9 de febrero de 1997    | Linz, Austria               | Dura (i)   | Karina Habsudova        | 6–4 6–2     |
| 4.  | 17 de enero de 1999     | Hobart, Australia           | Dura       | Rita Grande             | 6–2 6–3     |
| 5.  | 5 de noviembre de 2000  | Quebec City, Canadá         | Dura (i)   | Jennifer Capriati       | 6–4 6–2     |
| 6.  | 22 de junio de 2002     | Eastbourne, Reino Unido     | Hierba     | Anastasia Myskina       | 6–1 6–3     |
| 7.  | 11 de agosto de 2002    | Los Ángeles, Estados Unidos | Dura       | Lindsay Davenport       | 5–7 7–6 6–3 |
| 8.  | 24 de mayo de 2003      | Madrid, España              | Arcilla    | Maria Sánchez Lorenzo   | 6–4 5–7 6–4 |
| 9.  | 21 de junio de 2003     | Eastbourne, Reino Unido     | Hierba     | Conchita Martínez       | 6–4 3–6 6–4 |

### Dobles ( 10 WTA, 3 ITF)
| Leyenda                |
| Grand Slam (1)         |
| Tour Championships (0) |
| Tier I Event (1)       |
| Tier II (5)            |
| Tier III (1)           |
| Tier IV & V (2)        |
| Títulos ITF (3)        |

| No. | Fecha                    | Torneo                        | Superficie | Pareja                  | Oponente en la Final                     | Score       |
| 1.  | 20 de enero de 1991      | Mission Hills, Estados Unidos | Dura       | Nicole London           | Jessica Emmons & Betsy Somerville        | 6–3 2–6 6–4 |
| 2.  | 26 de septiembre de 1993 | Tokio, Japón                  | Dura       | Lisa Raymond            | Amanda Coetzer & Linda Wild              | 6–4 6–1     |
| 3.  | 16 de enero de 1994      | Hobart, Australia             | Dura       | Linda Wild              | Jenny Byrne & Rachel McQuillan           | 7–5 4–6 7–6 |
| 4.  | 5 de febrero de 1995     | Midland, Estados Unidos       | Dura (i)   | Brenda Schultz-McCarthy | Laxmi Poruri & Varalee Sureephong        | 6–3 6–2     |
| 5.  | 14 de mayo de 1995       | Praga, República Checa        | Arcilla    | Linda Wild              | Maria Lindstrom & Maria Strandlund       | 6–7 6–3 6–2 |
| 6.  | 28 de enero de 1996      | Melbourne, Australia          | Dura       | Arantxa Sánchez-Vicario | Lindsay Davenport & Mary Joe Fernández   | 7–5 2–6 6–4 |
| 7.  | 25 de febrero de 1996    | Oklahoma City, Estados Unidos | Dura (i)   | Brenda Schultz-McCarthy | Katrina Adams & Debbie Graham            | 6–4 6–3     |
| 8.  | 17 de marzo de 1996      | Indian Wells, Estados Unidos  | Dura       | Brenda Schultz-McCarthy | Julie Halard-Decugis & Nathalie Tauziat  | 6–1 6–4     |
| 9.  | 14 de abril de 1996      | Amelia Island, Estados Unidos | Arcilla    | Arantxa Sánchez-Vicario | Meredith McGrath & Larisa Neiland        | 6–1 6–1     |
| 10. | 15 de diciembre de 1996  | Salzburgo, Austria            | Dura       | Mirjana Lucic           | Anca Barna & Adriana Barna               | 6–3 6–2     |
| 11. | 10 de octubre de 1999    | Filderstadt, Alemania         | Dura (i)   | Sandrine Testud         | Arantxa Sánchez-Vicario & Larisa Neiland | 6–3 6–4     |
| 12. | 30 de julio de 2000      | Stanford, Estados Unidos      | Dura       | Sandrine Testud         | Cara Black & Amy Frazier                 | 6–4 6–4     |
| 13. | 22 de octubre de 2000    | Linz, Austria                 | Dura       | Amélie Mauresmo         | Ai Sugiyama & Nathalie Tauziat           | 6–4 6–4     |